# Elmar Waibl
Elmar Waibl (* 12. Mai 1952 in Bruneck) ist ein aus Südtirol stammender österreichischer Philosoph.

## Leben
Er studierte Philosophie, Kunstgeschichte, Politikwissenschaft und Ethnologie in Wien. Nach der Habilitation 1983 in Innsbruck wurde er dort 1992 außerordentlicher Universitätsprofessor.
Seine Forschungsschwerpunkte sind philosophische Anthropologie, Sozialphilosophie, Ethik und Ästhetik und Lexikographie der philosophischen Fachsprache.

## Schriften (Auswahl)
- Angewandte Wirtschaftsethik. Wien 2005, ISBN 3-8252-8308-9.
- mit Franz Josef Rainer: Basiswissen Philosophie in 1000 Fragen und Antworten. Wien 2007, ISBN 3-8252-2971-8.
- Ästhetik und Kunst von Pythagoras bis Freud. Wien 2009, ISBN 978-3-8252-3304-4.
- Mensch und Gesellschaft. Philosophische Erkundungen. Innsbruck 2012, ISBN 978-3-902811-64-6.
- mit Philip Martin Herdina: Wörterbuch philosophischer Fachbegriffe/Dictionary of Philosophical Terms, Wien (2. A.) 2011, ISBN 978-3-8252-8440-4.